# PEGIDA
O PEGIDA, sigla para Europeus Patriotas contra a Islamização do Ocidente (em alemão: Patriotische Europäer gegen die Islamisierung des Abendlandes), é uma organização de extrema-direita sediada na cidade de Dresden, que se opõe à imigração de muçulmanos na Alemanha. Desde 20 de outubro de 2014, o PEGIDA organiza demonstrações públicas contra o governo alemão e aquilo que considera ser a islamização do Ocidente.

## História

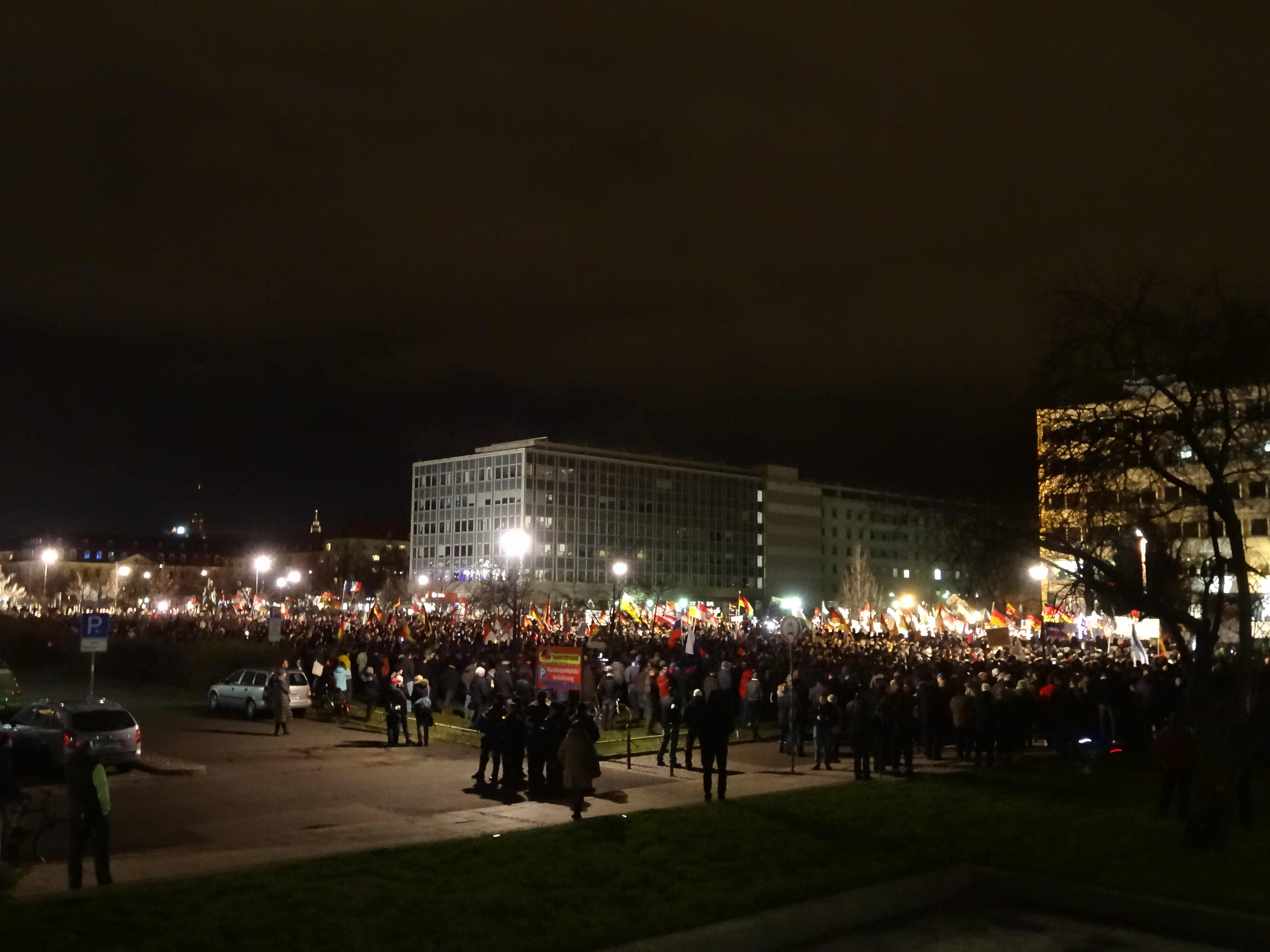
Manifestação do PEGIDA em Dresden em 12 de janeiro de 2015

O PEGIDA foi criado na cidade de Dresden, no estado da Saxônia, em meados de outubro de 2014, por Lutz Bachmann, dono de uma agência de relações públicas na cidade. O movimento surgiu inicialmente como um grupo no Facebook com algumas centenas de membros e depois passou a contar com milhares de simpatizantes em toda a Alemanha. O ímpeto para criar a página foi, segundo Bachmann, um comício em apoio ao Partido dos Trabalhadores do Curdistão (PKK) no distrito de Prager Straße, em Dresden; segundo ele, os simpatizantes do PKK estavam arrecadando fundos para que o partido separatista curdo comprasse armas. A credibilidade de Bachman enquanto líder do movimento tem sido criticada porque ele tem várias condenações criminais, incluindo "dezesseis roubos, dirigir embriagado ou sem licença e até mesmo tráfico de cocaína". Apesar de o PEGIDA ser a favor da extradição de imigrantes que tenham cometido crimes em seus países de origem, em 1998 Bachmann fugiu para a África do Sul para escapar da justiça alemã, mas acabou sendo extraditado e cumpriu uma pena privativa de liberdade por dois anos.
Desde outubro de 2014, estão ocorrendo marchas e protestos em nome da organização em várias cidades alemãs. As manifestações começaram em 20 de outubro, em Dresden. Segundo Frank Richter, diretor da Secretaria de Estado para Educação Política de Dresden, entre os apoiadores da organização estão figuras conhecidas do partido de extrema-direita Partido Nacional Democrata Alemão, hooligans dos times de futebol e também uma quantidade significativa de cidadãos comuns. Werner Schiffauer, diretor do Conselho de Migração, destacou que o movimento é mais forte entre pessoas que nunca conviveram com estrangeiros e entre "alemães orientais, que nunca aceitaram a República Federal e agora sentem que não são ouvidos". Em 22 de dezembro, o PEGIDA conseguiu levar mais de 17 mil pessoas às ruas em Dresden, o que causou revolta em diversos setores da sociedade alemã. Como resposta, grupos antifacistas, membros do oposicionista Partido de Esquerda e aliados do governo reuniram cerca de 30 mil pessoas em atos em nove cidades alemãs, como tentativa de ofuscar a investida do PEGIDA. Segundo dados do governo, 1/5 da população do país possui origens estrangeiras. A demonstração de 29 de dezembro foi cancelada pelos organizadores, mas o PEGIDA continuou a atrair um grande número de manifestantes em janeiro.
Após o atentado do Charlie Hebdo em Paris, em 7 de janeiro de 2015, os ministros Thomas de Maizière e Heiko Maas alertaram ao PEGIDA para que não utilizassem os ataques em benefício político próprio. Em 10 de janeiro, cerca de 35.000 manifestantes antiPEGIDA se reuniram para lamentar as vítimas do atentado em Paris; eles fizeram um minuto de silêncio em frente à igreja de Frauenkirche. Os organizadores do movimento, no entanto, insistiram no seu direito em fazer o mesmo, o que ocorreu em 12 de janeiro e contou com um público recorde de 25.000 participantes. Enfrentando oposição crescente de manifestantes antiPEGIDA, tanto em Dresden quanto em Leipzig, Bachmann declarou os pontos chave do movimento: imigração seletiva, política de lei e ordem mais estrita, sentimento antiUE e reconciliação com a Rússia.
No mesmo dia da manifestação, Khaled Idris Bahray, um jovem imigrante da Eritreia, foi assassinado a facadas em Dresden. O responsável pelo crime e as circunstâncias do assassinato ainda estão sob investigação policial, mas o PEGIDA já se antecipou em negar qualquer ligação entre o assassinato e o movimento político. Correspondentes da mídia internacional, no entanto, descreveram a "atmosfera de ódio e ressentimento" em Dresden e republicaram mensagens de simpatizantes do PEGIDA nas redes sociais que mostram desprezo pela morte de Bahray. A manifestação seguinte, que seria realizada em 19 de janeiro, foi cancelada pela polícia de Dresden devido a uma ameaça que um dos membros da liderança do movimento recebeu no Twitter; o PEGIDA foi chamado em árabe de "inimigo do islã". O PEGIDA cancelou sua 13a manifestação e escreveu em sua página no Facebook que sua liderança foi ameaçada de morte por "terroristas do ISIS". Mesmo assim, cerca de cem pessoas realizaram sua concentração semanal em Dresden; mesmo número de manifestantes da "Bärgida", versão do PEGIDA na capital federal, se reuniram em Berlim. Simultaneamente, cerca de 10 mil pessoas foram às ruas de Munique contra o movimento. Manifestações parecidas ocorreram em Würzburg, com a participação de 1.200 pessoas, e em Nuremberg, com mil pessoas.
Em 21 de janeiro, Bachmann renunciou de seu cargo no PEGIDA após ser o alvo de críticas por causa de uma série de postagens nas redes sociais. Numa conversa com um amigo no bate-papo do Facebook, Bachmann chamou os imigrantes de "gado", "escória" e "lixo". Ele também disse que os assistentes sociais precisavam de mais segurança para "protegê-los dos animais". Um retrato de Bachmann fantasiado de Adolf Hitler começou a circular nas redes sociais e virou manchete nos jornais de todo o mundo. Em outra ocasião, Bachmann havia postado a foto de um homem vestindo o uniforme do Ku Klux Klan acompanhado do slogan: "Três Ks por dia mantêm as minorias afastadas". A procuradoria de Dresden abriu um inquérito contra ele por Volksverhetzung (incitação ao ódio racial) e o vice-chanceler da Alemanha Sigmar Gabriel afirmou que a verdadeira face do PEGIDA foi exposta: "qualquer um que se fantasia de Hitler é um idiota ou um nazista. As pessoas deveriam pensar com cuidado em seguir um flautista como esse". Uma semana depois, foi a vez da porta-voz do movimento, Kathrin Oertel renunciar, apontando como razões a "massiva hositilidade, as ameaças e as desvantagens para [sua] carreira". Outras quatro figuras proeminentes do PEGIDA renunciaram. Oertel e seis outros ex-membros do PEGIDA fundaram, em 2 de fevereiro de 2015, o Direkte Demokratie für Europa (Democracia Direta para a Europa) para se distanciarem das tendências de extrema-direita do PEGIDA.

## Reivindicações
No começo de dezembro de 2014, o PEGIDA publicou um manifesto de uma página com 19 de suas reivindicações:
1. O direito de asilo para refugiados de guerra e perseguidos políticos.
2. Incluir a assimilação dos refugidos à cultura alemã como dever do Estado na Lei Fundamental da Alemanha.
3. Oferecer moradia descentralizada para os refugiados.
4. Criar uma agência central de refugiados para uma alocação adequada de imigrantes entre os membros da União Europeia.
5. Baixar o número de candidatos ao asilo por assistente social.
6. Basear as políticas de imigração da Alemanha nas da Holanda e da Suíça e aumentar o orçamento do Escritório Federal de Migração e Refugiados para acelerar a análise de pedidos.
7. Aumentar o orçamento da polícia.
8. Aplicar todas as leis de asilo, incluindo a expulsão.
9. Tolerância zero para os imigrantes e refugiados que tenham cometido crimes.
10. Oposição a ideologias misóginas e violentas, à exceção de muçulmanos assimilados e politicamente moderados.[25]
11. Apoio à política de imigração da Suíça, do Canadá, da Austrália e da África do Sul.
12. Apoio à auto-determinação sexual e oposição à sexualização precoce de crianças.[26]
13. Proteção da cultura judaico-cristã da Alemanha.
14. Apoio à realização de um referendo sobre a imigração, como ocorreu na Suíça.
15. Oposição à exportação de armas para grupos radicais e não-permitidos, como o PKK.
16. Oposição a sociedades/jurisdições paralelas, como a aplicação da lei charia, tribunais de arbitragem muçulmanos, polícias muçulmanas e juízes de paz.
17. Oposição à política de quotas para mulheres e ao politicamente correto.
18. Oposição ao radicalismo, seja político ou religioso.
19. Oposição ao discurso de ódio, independentemente da religião.[27]

Segundo o Deutsche Welle, o PEGIDA chama o islamismo de ideologia violenta e misógina. As demandas políticas específicas do PEGIDA não são claras, devido especialmente à recusa do diálogo do movimento com a imprensa, a quem chama de "conspiração do politicamente correto". Os manifestantes têm utilizado o termo "Lügenpresse" ("imprensa mentirosa") nas demonstrações; o termo surgiu durante a Primeira Guerra Mundial e foi utilizado pelos apoiadores do nazismo na década de 1930. A utilização do termo "Lügenpresse" foi considerada tão ofensiva que ele foi escolhido como faux pas do ano por linguistas e jornalistas alemães.

## Manifestações
| Participantes das manifestações do PEGIDA em Dresden | Participantes das manifestações do PEGIDA em Dresden | Participantes das manifestações do PEGIDA em Dresden | Participantes das manifestações do PEGIDA em Dresden | Participantes das manifestações do PEGIDA em Dresden |
| ---------------------------------------------------- | ---------------------------------------------------- | ---------------------------------------------------- | ---------------------------------------------------- | ---------------------------------------------------- |
|                                                      |                                                      |                                                      |                                                      |                                                      |
| 20/10/2014                                           | 20/10/2014                                           |                                                      | 350                                                  | 350                                                  |
| 27/10/2014                                           | 27/10/2014                                           |                                                      | 500                                                  | 500                                                  |
| 3/11/2014                                            | 3/11/2014                                            |                                                      | 1000                                                 | 1000                                                 |
| 10/11/2014                                           | 10/11/2014                                           |                                                      | 1700                                                 | 1700                                                 |
| 17/11/2014                                           | 17/11/2014                                           |                                                      | 3200                                                 | 3200                                                 |
| 24/11/2014                                           | 24/11/2014                                           |                                                      | 5500                                                 | 5500                                                 |
| 1/12/2014                                            | 1/12/2014                                            |                                                      | 7500                                                 | 7500                                                 |
| 8/12/2014                                            | 8/12/2014                                            |                                                      | 10000                                                | 10000                                                |
| 15/12/2014                                           | 15/12/2014                                           |                                                      | 15000                                                | 15000                                                |
| 22/12/2014                                           | 22/12/2014                                           |                                                      | 17500                                                | 17500                                                |
| 5/01/2015                                            | 5/01/2015                                            |                                                      | 18000                                                | 18000                                                |
| 12 de janeiro de 2015                                | 12 de janeiro de 2015                                |                                                      | 25000                                                | 25000                                                |
| 25/01/2015                                           | 25/01/2015                                           |                                                      | 17300                                                | 17300                                                |
| 09/02/2015                                           | 09/02/2015                                           |                                                      | 2000                                                 | 2000                                                 |
| 12/02/2015                                           | 12/02/2015                                           |                                                      | 4300                                                 | 4300                                                 |

Apesar da presença de neonazistas, grupos de hooligans e gangues de motoqueiros nas marchas, cidadãos comuns formam a grande maioria dos manifestantes. Os organizadores tentam se distanciar do radicalismo de direita e reúnem milhares de participantes todas as segundas-feiras à noite em Dresden. Durante as demonstrações, apoiadores do PEGIDA carregaram cartazes com inscrições como "Pela preservação de nossa cultura", "Contra o fanatismo religioso" e "Contra as guerras religiosas no solo alemão".
A primeira manifestação, em 20 de outubro de 2014, reuniu menos de 400 pessoas, mas o movimento cresceu rapidamente e, em 1° de dezembro de 2014, já estava reunindo mais de 7 mil pessoas nas ruas, entre as quais estavam cerca de 100 hooligans, segundo a polícia. Em 8 de dezembro de 2014, o PEGIDA reuniu 10 mil pessoas. Conforme o movimento crescia no número de participantes e de menções na imprensa, surgiram vários clones do PEGIDA em outras regiões da Alemanha: Legida é o nome da filial de Leipzig, Bogida é a filial de Bonn e Dagida é a filial de Darmstadt.
Comentaristas políticos atribuem o sucesso do PEGIDA à insatisfação popular com as políticas de imigração da União Europeia em meio a uma crescente alienção para com as elites políticas e os principais meios de comunicação. Uma pesquisa nacional com 1.006 pessoas realizada pelo Instituto Forsa para a revista Stern descobriu que 13% dos alemães participariam de uma manifestação antimuçulmanos e que 29% acreditam que as marchas são justificáveis porque o islã está influenciando a sociedade alemã. Uma pesquisa realizada pela revista Spiegel encontrou um resultado similar: 34% dos alemães concordam com os manifestantes do PEGIDA de que a influência do islã na Alemanha está crescendo.

## Resposta

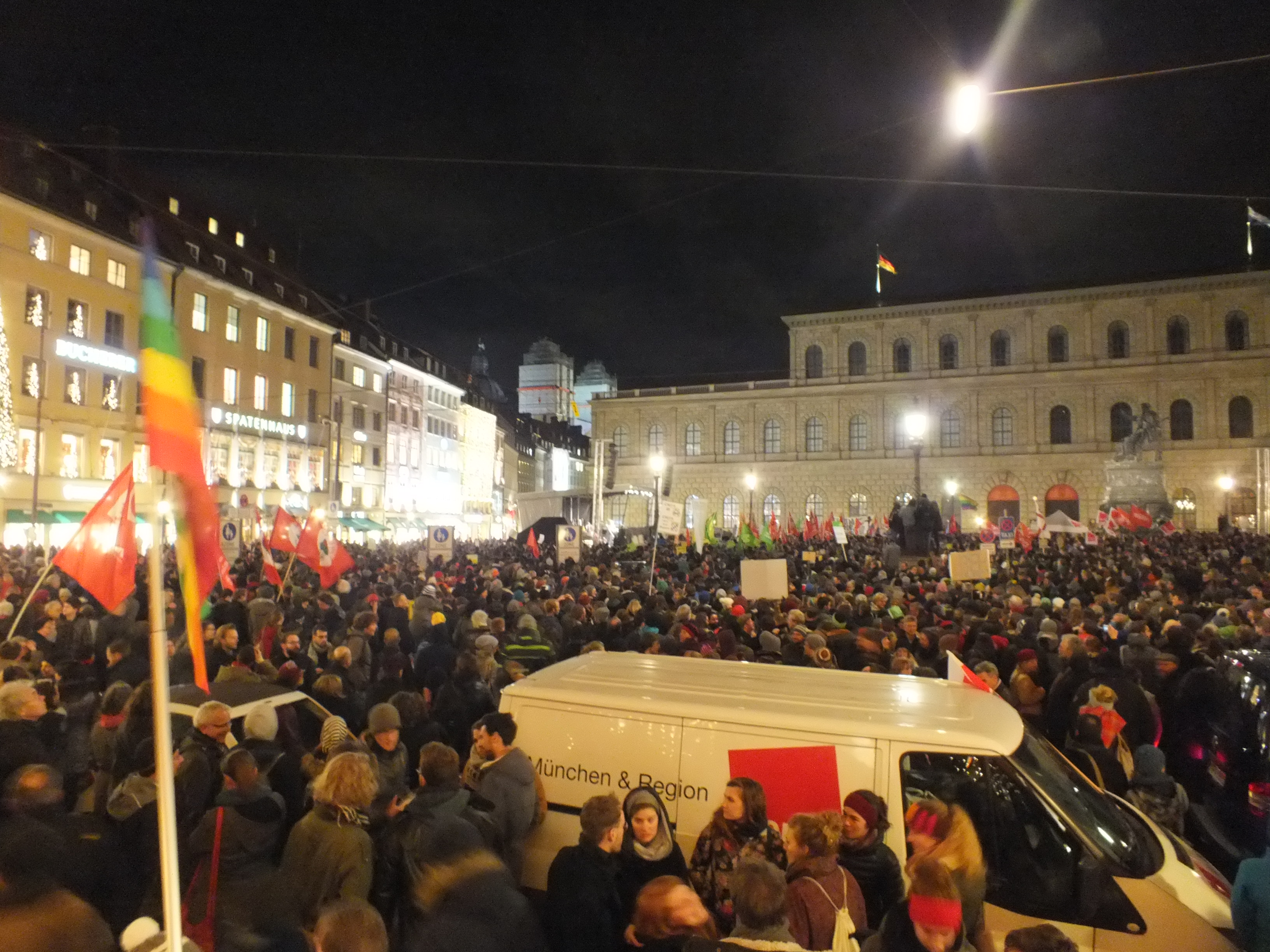
Demonstração contra o PEGIDA em Munique em 22 de dezembro de 2014.

As manifestações do PEGIDA vem gerando uma forte oposição social e política no país, com associações civis, congregações religiosas e ativistas de esquerda a convocarem encontros a favor do multiculturalismo e do direito ao asilo. As manifestações antiPEGIDA reuniram mais de 35.000 pessoas em Dresden e cerca de 100.000 nacionalmente.
Angela Merkel, a chanceler da Alemanha, se pronunciou claramente contra o movimento. Primeiramente, ela declarou que apesar de todos terem o direito de expressar suas opiniões livremente, não há lugar na Alemanha para a agitação contra os imigrantes, e mais tarde disse que os líderes da organização "possuem preconceito, frieza e até mesmo ódio em seus corações". Bernd Lucke, porta-voz do partido Alternativa para Alemanha, diz que a maioria da ideologia de PEGIDA é legitimada. O diretório do partido em Dresden acolheu bem as manifestações semanais.
O PEGIDA enfrenta a oposição de líderes religiosos. Josef Schuster, presidente do Conselho Central de Judeus na Alemanha, se opôs ao grupo, afirmando que as chances de uma conquista islâmica da Alemanha são as mesmas do regime nazista retornar ao poder. O clero luterano também condenou o movimento, incluindo a bispa de Hamburgo, Kirsten Fehrs. Em protesto contra uma marcha pró-PEGIDA, a Catedral Católica de Colônia desligou suas luzes na noite de 5 de janeiro de 2015. A fábrica da Volkswagen copiou o método de protesto.
A imprensa também se colocou contra o movimento. O tabloide Bild lançou uma petição contra o PEGIDA, que foi assinada pelos ex-chanceleres Helmut Schmidt e Gerhard Schröder, assim como pela atriz Karoline Herfurth e pelo ex-futebolista Oliver Bierhoff.

### Reação do governo da Saxônia
Como reação aos protestos na Saxônia contra os albergues de refugiados e contra a suposta islamização do estado, o ministro do interior Markus Ulbig anunciou que irá criar uma unidade especial de polícia contra os imigrantes criminosos em Dresden e no resto do estado. Nessas unidades, investigadores e especialistas em lei criminal e imigratória colaborariam com a prisão de imigrantes que tenham cometido crimes e atuariam no sentido de prevenir que pessoas não-elegíveis para o asilo permanecessem na Alemanha. Segundo Ulbig, os imigrantes criminosos permanecem na Alemanha por tempo demais. Ele admitiu que a polícia trabalha lentamente em casos envolvendo imigrantes e que há, de fato, uma quantidade de crimes cometidos por imigrantes em áreas próximas aos albergues de refugiados, mas que apenas a minoria dos candidatos ao asilo cometem crimes e que eles não devem atrapalhar a solidariedade alemã com a grande maioria de refugiados que respeitam a lei.

## Símbolos

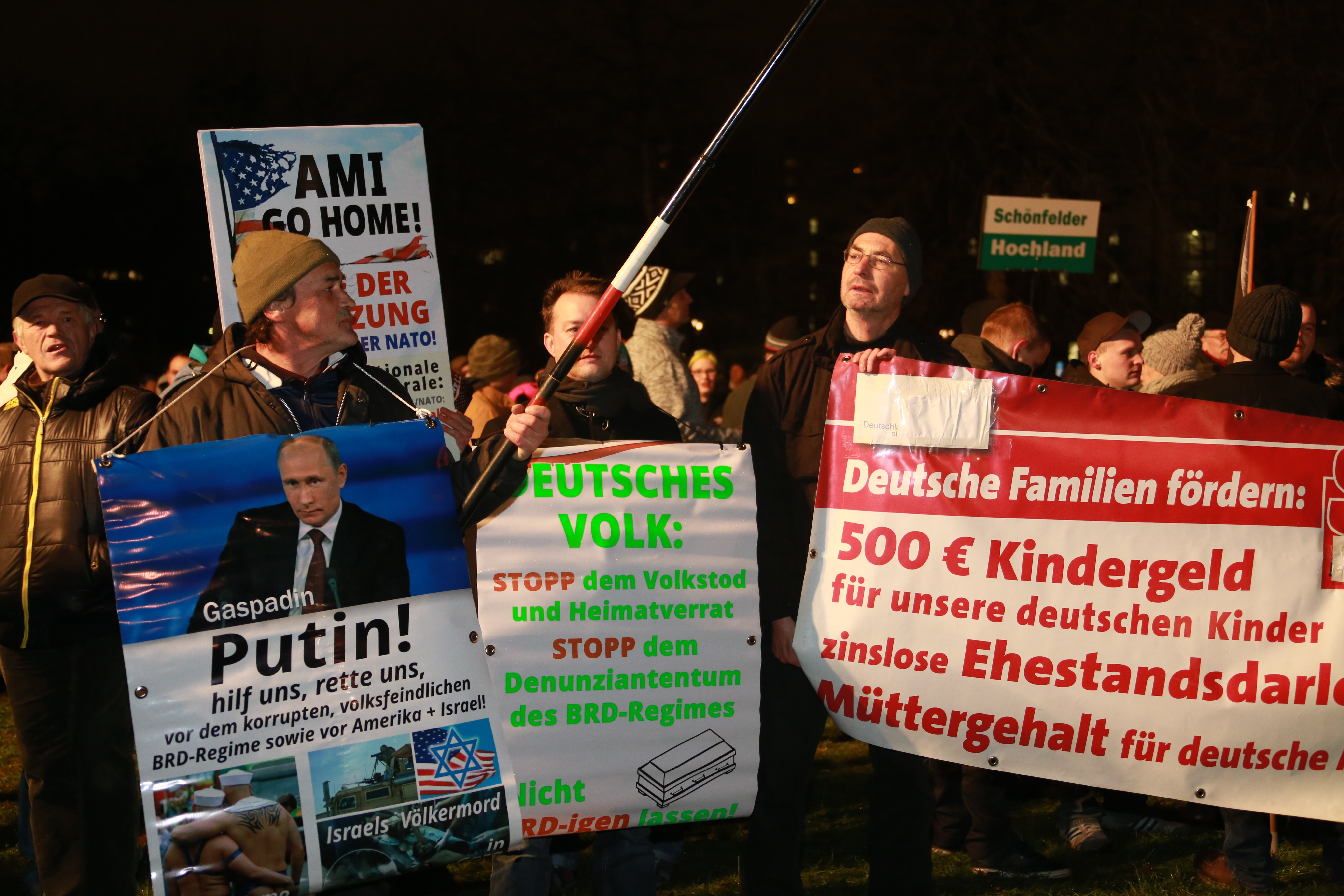
"Putin, nos ajude, nos salve", diz o cartaz de um manifestante

Os símbolos que vem sendo usados nas demonstrações do PEGIDA incluem a bandeira da Alemanha, a bandeira da Saxônia, a bandeira do Reino da Saxônia e os símbolos do Sacro Império Romano-Germânico. As menções ao líder russo Vladimir Putin também são frequentes nas manifestações.

Bandeira do estado da Saxônia
Bandeira proposta para a Alemanha em 1945
Símbolo do Sacro Império Romano-Germânico
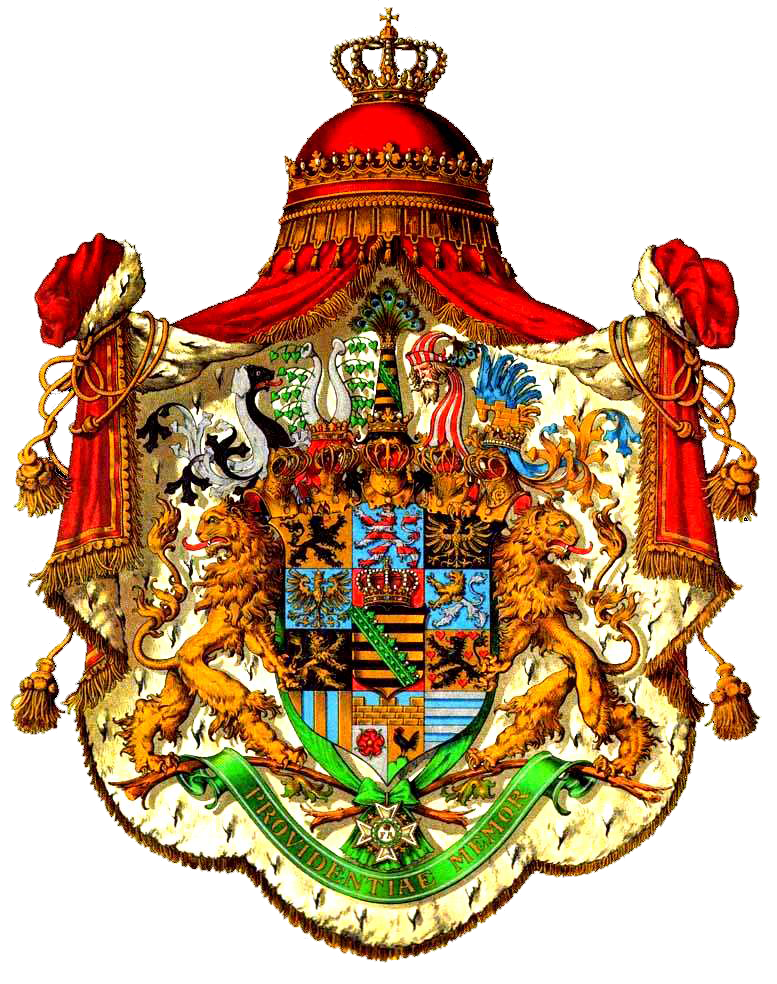
Brasão de armas do Reino da Saxônia
Bandeira da Alemanha
Bandeira do Burschenschaft